# شقة ومليون مفتاح
شقة ومليون مفتاح فيلم سينمائي سوري من إنتاج العام 1972.

## قصة الفيلم
موظف جديد ينزل إلى المدينة، يعمل في إحدى المصالح الحكومية، يعثر على شقة للسكن فيها بعد متاعب عديدة، يدفعه مديره أن يترك له الشقة بعض الوقت من أجل الاختلاء بحبيبته، ثم يطلب منه مدير آخر مفتاح الشقة ويصبح هناك أكثر من مفتاح للشقة، يقع في حب زميلته التي كانت يوماً ما مع المدير، ويكتشف أنها مغلوبة على أمرها، فيسعى على استعارة كل المفاتيح من أجل أن يتزوج .

## فريق العمل
قصة وسيناريو وحوار: رضا ميسر
إخراج: رضا ميسر
إنتاج: تحسين القوادري
تصوير: إبراهيم شامات
مونتاج: اميل بحري

## بطولة
- ناجي جبر
- طروب
- ياسين بقوش
- أحمد عداس
- أبوعبيد البيروتي
- فهد كعيكاتي
- علي الرواس
- لطفي الحفار
- جورج هيلانة
- أنور المرابط
- ميليا فؤاد
- عبدالله حصوة